# Powiat de Chełmno
Pour les articles homonymes, voir Chełmno (homonymie).
Le powiat de Chełmno (en polonais : powiat Chełmiński) est une unité de l'administration territoriale (district) et du gouvernement local dans la Voïvodie de Couïavie-Poméranie en Pologne

## Division administrative

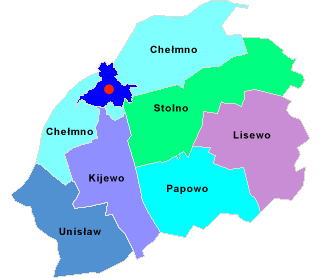
Carte du powiat

Le powiat est composé de 7 communes (gminy) :
| Gmina                                    | Type   | Superficie (km²) | Population (2006) | Chef-lieu         |
| Chełmno                                  | urbain | 13,6             | 20 388            |                   |
| Unisław                                  | rural  | 72,5             | 6 766             | Unisław           |
| Lisewo                                   | rural  | 86,2             | 5 259             | Lisewo            |
| Chełmno                                  | rural  | 114,1            | 5 239             | Chełmno *         |
| Stolno                                   | rural  | 98,4             | 5 110             | Stolno            |
| Papowo Biskupie                          | rural  | 70,4             | 4 369             | Papowo Biskupie   |
| Kijewo Królewskie                        | rural  | 72,2             | 4 294             | Kijewo Królewskie |
| * le chef-lieu est extérieur à la gmina. |        |                  |                   |                   |